# Liste der Baudenkmäler im Bonner Ortsteil Heiderhof
Die folgende Liste enthält in der Denkmalliste ausgewiesene Baudenkmäler auf dem Gebiet des Bonner Ortsteils Heiderhof im Stadtbezirk Bad Godesberg.
Hinweis: Die Reihenfolge der Denkmäler in dieser Liste orientiert sich an den Straßennamen und ist alternativ nach Hausnummern, Denkmallistennummer oder Bezeichnung sortierbar.
Basis ist die offizielle Denkmalliste der Stadt Bonn (Stand: 15. Januar 2021), die von der Unteren Denkmalbehörde geführt wird. Grundlage für die Aufnahme in die Denkmalliste ist das Denkmalschutzgesetz Nordrhein-Westfalens.
| Bild               | Bezeichnung                     | Lage                  | Beschreibung | Bauzeit | Eingetragen seit | Denkmal- nummer |
| ------------------ | ------------------------------- | --------------------- | ------------ | ------- | ---------------- | --------------- |
| Wattendorfer Mühle | Wattendorfer Mühle              | Fuderbachsweg 5 Karte |              |         |                  | A 3926          |
| BW                 | Holzkreuz Muffendorf ohne Datum | Heiderhofring Karte   |              |         |                  | A 3584          |

- Karte mit allen Koordinaten:
- OSM |
- WikiMap